# Grammy Awards de 1997
A 39.ª cerimônia anual do Grammy Awards foi realizada em 26 de fevereiro de 1997, no Madison Square Guarden, em Nova Iorque. Apresentada por Ellen DeGeneres e televisionada pela CBS, o evento contemplou trabalho de melhores gravações, composições e artistas do ano dentro do período de 1996.
O cantor norte-americano Babyface foi o maior vencedor da noite, levando quatro prêmios de categorias principais. Celine Dion e Toni Braxton ganharam dois prêmios; Celine venceu a categoria de "Melhor Álbum Pop" e "Álbum do Ano".

## Indicados e vencedores

### Geral
| Gravação do Ano - "Change the World" – Eric Clapton - "Give Me One Reason" – Tracy Chapman - "Because You Loved Me" – Celine Dion - "Ironic" – Alanis Morissette - "1979" – The Smashing Pumpkins | Álbum do Ano - Falling Into You – Celine Dion - Odelay – Beck - The Score – Fugees - Mellon Collie and the Infinite Sadness – The Smashing Pumpkins - Waiting to Exhale – Vários artistas |
| Canção do Ano - "Change the World" – Eric Clapton - "Because You Loved Me" – Celine Dion - "Blue" – LeAnn Rimes - "Exhale (Shoop Shoop)" – Whitney Houston - "Give Me One Reason" – Tracy Chapman | Artista Revelação - LeAnn Rimes - Garbage - Jewel - No Doubt - The Tony Rich Project |

### Pop
| Melhor Performance Feminina Pop - "Un-Break My Heart" – Toni Braxton - "Get Out of This House" – Shawn Colvin - "Because You Loved Me" – Celine Dion - "Reach" – Gloria Estefan - "Who Will Save Your Soul" – Jewel                                                                                             | Melhor Performance Masculina Pop - "Change the World" – Eric Clapton - "Let's Make a Night to Remember" – Bryan Adams - "Key West Intermezzo (I Saw You First)" – John Mellencamp - "Nobody Knows" – The Tony Rich Project - "Let Your Soul Be Your PIlot" – Sting |
| Melhor Performance Pop Por uma Dupla ou Grupo - "Free as a Bird" – The Beatles - "As Long as It Matters" – Gin Blossoms - "When You Love a Woman" – Journey - "Fire on the Mountain" – The Neville Brothers - "Peaches" – The Presidents of the United States of America - "When You Wish Upon a Star" – Take 6 | Melhor Vocal Pop Colaborativo - "When I Fall in Love" – Natalie Cole e Nat King Cole - "God GIve Me Strength" – Burt Bacharach e Elvis Costello - "Missing You" – Brady, Tamia, Gladys Knight e Chaka Khan - "Count on Me" – Whitney Houston e CeCe Winans - "My Way" – Frank Sinatra e Luciano Pavarotti - "The Wind Cries Mary" – Sting, John McLaughlin, Dominic Miller e Vinnie Colaiuta |
| Melhor Performance Instrumental Pop - Falling into You – Celine Dion - Secrets – Toni Braxton - New Beginning – Tracy Chapman - A Few Small Repairs – Shawn Colvin - Mercury Falling – Sting | Melhor Álbum Vocal de Pop - Here's to the Ladies – Tony Bennett - Dedicated to Nelson – Rosemary Clooney - Stardust – Natalie Cole - Gently – Liza Minnelli - I'll Be Your Baby Tonight – Bernadette Peters |